# Henri Le Floch
Henri Le Floch foi um padre espiritano e reitor do Seminário Francês (Collège Français) em Roma no início do século XX até o final dos anos 1920.
É recordado principalmente pela sua influência formativa sobre o futuro Arcebispo Marcel Lefebvre, fundador da instituição católica tradicionalista Fraternidade Sacerdotal São Pio X. Ele apoiava o grupo político monarquista Action Française, o que o levou ao afastamento do seu cargo no Collège Français, a pedido do governo republicano daquele país.